# NGC 487
NGC 487 è una galassia a spirale barrata situata nella costellazione della Balena a una distanza di circa 250 milioni di anni luce dalla Terra.
Fu scoperta il 28 novembre 1885 da Francis Leavenworth.